# José Goicoa Barcaíztegui
José de Goicoa y Barcaíztegui (San Sebastián, 10 de abril de 1844-ibid. 9 de julio de 1911) fue un arquitecto español y municipal en San Sebastián donde realizó numerosas obras dentro el estilo eclecticista predominante en la época. 

## Biografía
Era hijo de Ramón de Goicoa y Aranalde, administrador de la aduana de Bilbao, entre otros destinos, y de Luisa de Barcaíztegui y Donamaría, ambos naturales de San Sebastián. Fue bautizado en la parroquia de Santa María.
Sus primeras enseñanzas los cursó en San Sebastián y Bilbao, mientras que los de bachillerato los inició en el Instituto de Vergara y los finalizó brillantemente en Bilbao el 26 de julio de 1862.
Cursó la carrera de arquitectura en Madrid consiguiendo el título de arquitecto el 15 de octubre de 1869. Se casó y tuvo dos hijos que no le dieron descendencia.
De vuelta a San Sebastián, instaló su estudio en la calle de la Pescadería, número 1, e inmediatamente empezó el ejercicio de la profesión. El 18 de mayo de 1870 quedó vacante, por renuncia de Casimiro Trespaderne, el puesto de ayudante del arquitecto municipal y accedió a desempeñar este cargo. Era entonces el arquitecto municipal Nemesio Barriocanal y Gredilla.
Su actividad como técnico municipal no se limitaba a desempeñar funciones de sustitución del arquitecto municipal, sino que en su caso incluían las funciones de comisionado en certámenes relacionados con la arquitectura y todo lo que la rodeaba. Entre sus destinos cabe citar las Exposiciones Universales de París de 1878 y 1889. En la celebrada en Barcelona en 1888 recogió el galardón recibido por el Ayuntamiento de San Sebastián, por la labor que este estaba desempeñando en el desarrollo arquitectónico de la ciudad.
El 1 de diciembre de 1897, por fallecimiento de Nemesio Barriocanal y Gredilla, fue nombrado arquitecto municipal. Su amplia gestión como arquitecto municipal concluye con su jubilación el 26 de abril de 1909.

## Trayectoria profesional
En los casi cuarenta años de actividad municipal San Sebastián estaba experimentando un desarrollo urbano muy importante. En 1863 se habían derribado las murallas y se había comenzado la expansión de la ciudad. Bajo estas circunstancias su impronta de arquitecto quedó marcada en el urbanismo de la ciudad por su participación en los planes de los ensanches de Gros y Amara, el diseño del Paseo de la Concha y otros muchos proyectos donostiarras afinando la idea de ciudad turística, cultural y de servicios que siempre defendía frente al concepto más industrial planteado el también arquitecto Ramón Cortázar.

## Obras

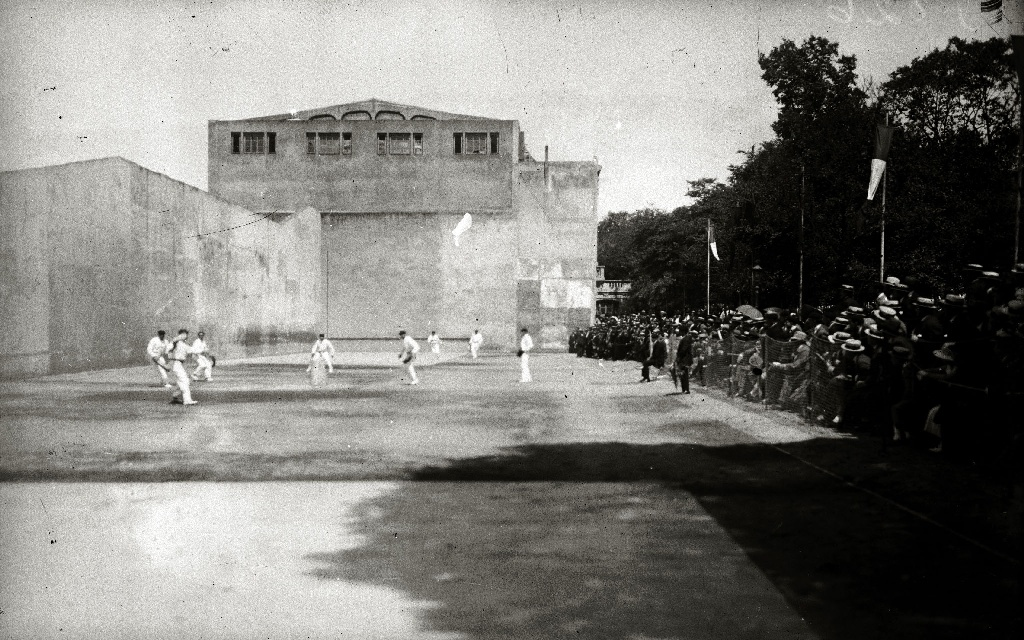
Frontón de Atocha (1917).

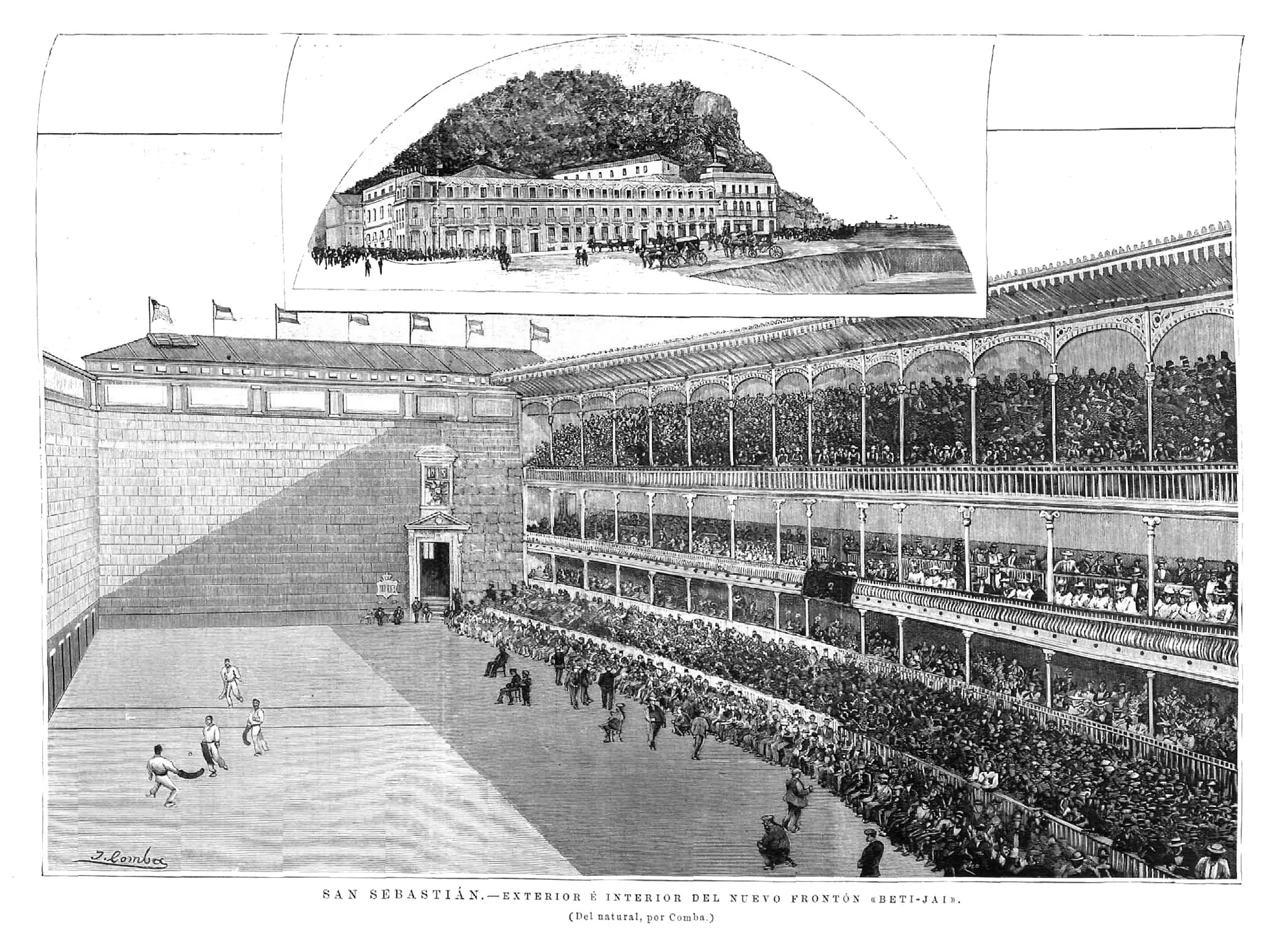
Frontón Beti Jai de San Sebastián (1893).

Su obra se enmarca en un eclecticismo sobrio y clasicista. Entre las numerosas obras en las que participó se pueden señalar:
- Plaza de toros de Atocha, 1876, ya desaparecida, de estilo árabe.[4] Fue su promotor José Arana, responsable, desde 1879, de la Semana Grande de San Sebastián.[5]
- Frontón de Atocha, inagururado 21 de mayo de 1877, con solo un frontis, al principio, y también ya desaparecido.[4][6]
- Cementerio de Polloe, inaugurado el 12 de agosto de 1878.[7]
- Proyecto Ensanche Oriental de San Sebastián, 1881.
- Mercado de San Martín, San Sebastián, 1882, obra inspirada en Les Halles de Bayona.[8]
- Hotel Continental, inaugurado el 15 de mayo de 1884, derribado en 1972.[9] Contaba con el primer sistema de ascensor de la ciudad.[10]
- Palacio de la Diputación Foral, 1885.[11]
- Reordenación sobre la segunda fase del Ensanche Cortázar, San Sebastián, 1886.
- Hospital de San Antonio Abad, inaugurado el 20 de enero de 1888.[12]
- Iglesia de San Sebastián, San Sebastián, 1888.
- Palacio de Miramar, San Sebastián, 1889, dirigido en base a un proyecto de Ralph Selden Wornum.[13]
- Asilo de niños, San Sebastián, 1889.
- Caja de Ahorros y Monte de Piedad, San Sebastián, 1889.
- Plano Ensanche Amara, San Sebastián, 1890, con Nemesio Barriocanal y Gredilla.[14]
- Urbanización Barrio de Gros, San Sebastián, 1891.
- Viviendas Plaza del Buen Pastor, San Sebastián, 1892.
- Iglesia de San Ignacio de Loyola (San Sebastián), 1892.
- Frontón Beti Jai, inaugurado el día 22 de julio de 1893, posteriormente el Teatro Circo y desapareció con un incendio ocurrido en 1913.[15]
- Escuelas de Amara, inauguradas el 29 de junio de 1893.[16][17]
- Velódromo de Atocha, 1895, promovido por Julián Comet «el introductor del deporte de la bicicleta en San Sebastián»[18] y que cuajó con la creación del Club Ciclista de San Sebastián en 1907.
- Escuelas de Zuloaga, San Sebastián, 1901.[17][19]
- Proyecto Obeliscos del Puente de María Cristina, San Sebastián, 1903.

## Premios y reconocimientos
- Fue presidente de la Real Sociedad de Bellas Artes.
- En 1905 fue nombrado caballero de la Orden Civil de Alfonso XII.
- En 1908 Comendador de la Orden de Isabel la Católica.